# Richland Springs (Teksas)
Richland Springs je gradić u američkoj saveznoj državi Teksas. Prema popisu stanovništva iz 2010. u njemu je živjelo 338 stanovnika.